# DHCP relay
Функция DHCP Relay Option 82 (стандарт RFC 3046) применяется для предоставления DHCP-серверу данных о полученном запросе. В частности, к этим данным можно отнести:
- Адрес DHCP-ретранслятора, с которого шёл запрос;
- Номер порта ретранслятора, через который поступил запрос;

При настройке, например, коммутатора в режиме DHCP Relay можно значительно повысить эффективность сети за счёт сокращения количества DHCP-серверов, которые при другой схеме понадобились бы для каждой подсети. В данном случае коммутатор сам переадресует DHCP-запрос от клиента к удалённому DHCP-серверу и добавит указанные выше данные.
В общем случае, назначение опции DHCP Relay Option 82 — это привязка IP-адреса, выдаваемого DHCP-сервером, к порту коммутатора, к которому подключён клиент, либо к ретранслятору, с которого поступил запрос, что может помочь с систематизацией IP-адресов в локальной сети при использовании DHCP-сервера.